# Vännäsmasten
Der Vännäsmasten ist ein 323 Meter hoher Sendeturm zur Verbreitung von UKW-Hörfunk- und Fernsehprogrammen in der Nähe von Vännäs in Schweden.
Er ist eines der höchsten Bauwerke in Schweden und besteht wie der Gerbrandytoren aus einem Betonturm, auf dessen Spitze ein am Erdboden abgespannter Stahlfachwerkmast steht. Er wurde als Ersatz für einen Sendemasten, der im Winter 1987/88 einstürzte, errichtet.